# Quartier Vivienne

Die Stadtviertel im 2. Arrondissement

Das Quartier Vivienne im 2. Arrondissement ist das sechste der 80 Quartiers (Stadtviertel) von Paris.

## Lage
Der Verwaltungsbezirk im 2. Arrondissement von Paris wird von folgenden Straßen begrenzt:
- Westen: Rue Sainte-Anne und Rue de Gramont an der Grenze zum Quartier Gaillon
- Norden: Boulevard des Italiens und Boulevard Montmartre an der Grenze zum 9. Arrondissement
- Osten: Rue Notre-Dame des Victoires und Rue Vide-Gousset an der Grenze zum Quartier du Mail
- Süden: Rue La Feuillade und Rue des Petits Champs an der Grenze zum 1. Arrondissement

## Namensursprung
Das Viertel wurde, wie auch die Straße gleichen Namens, nach Louis Vivien de Saint-Martin benannt.

## Sehenswürdigkeiten
- Galerie Vivienne, überdachte Ladenpassage mit Glasdach aus der ersten Hälfte des 19. Jahrhunderts
- Galerie Colbert, überdachte Ladenpassage mit Glasdach aus der ersten Hälfte des 19. Jahrhunderts
- Passage des Panoramas
- Passage des Princes
- École nationale des chartes (Nationale Hochschule für Urkundenforschung)
- Palais Brongniart, ehemaliger Sitz der Pariser Börse
- Opéra-Comique,
- Notre-Dame-des-Victoires

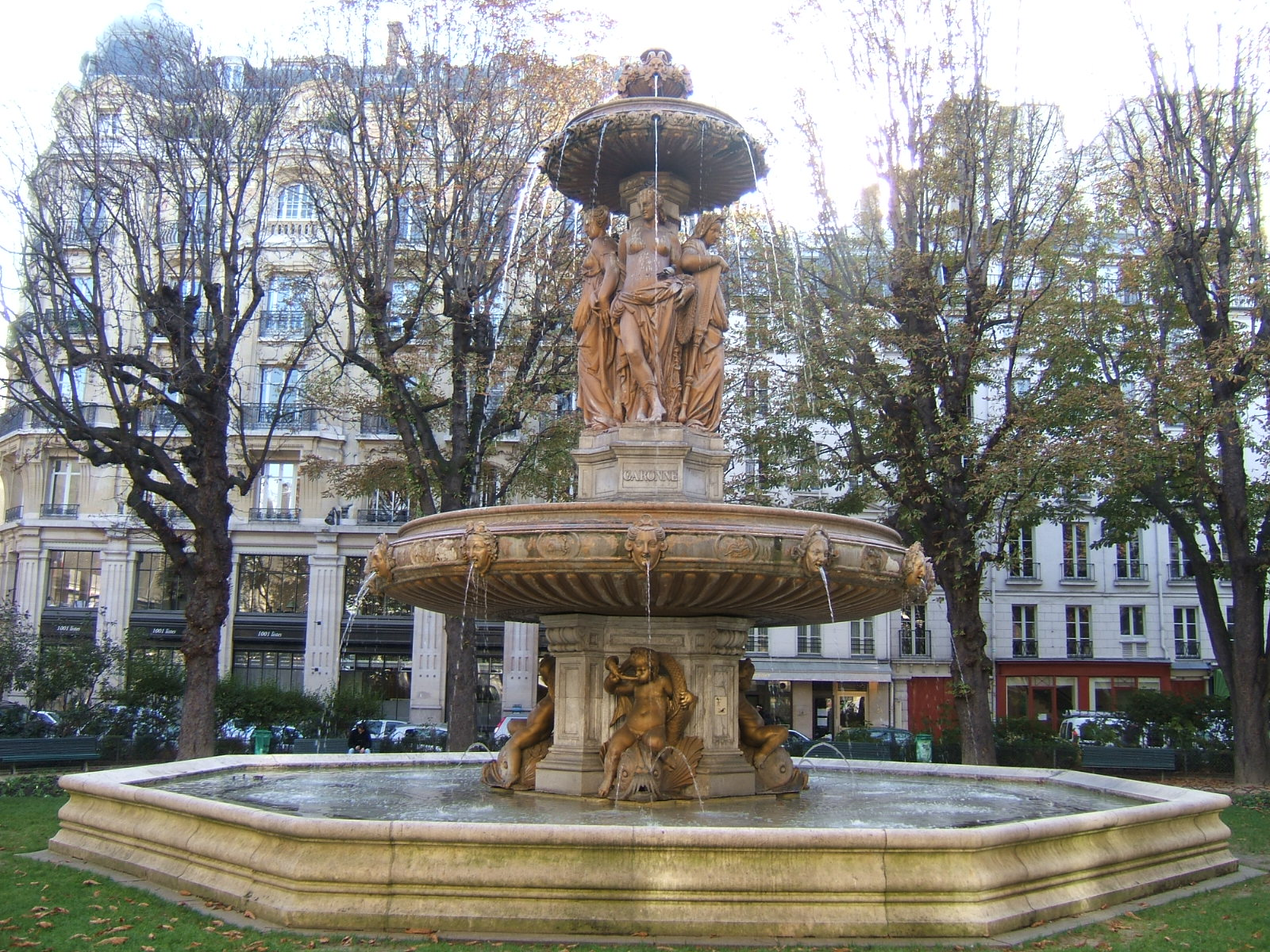
Fontaine Louvois

- Square Louvois mit der Fontaine Louvois; hier stand das Théâtre National de la rue de la Loi
- Fontaine Colbert
- wichtige nationale Einrichtungen haben hier ihre Adresse: Bibliothèque nationale de France AMF, AFP, Allianz France (ehemals Assurances générales de France, AGF)